# Cystidiopostia
Cystidiopostia B.K. Cui, L.L. Shen & Y.C. Dai – rodzaj grzybów z rzędu żagwiowców (Polyporales). W Polsce występuje jeden gatunek przez W. Wojewodę wymieniony w rodzaju Oligoporus.

## Systematyka i nazewnictwo
Pozycja w klasyfikacji według Index Fungorum: Incertae sedis, Polyporales, Incertae sedis, Agaricomycetes, Agaricomycotina, Basidiomycota, Fungi.

## Gatunki
- Cystidiopostia hibernica (Berk. & Broome) B.K. Cui, L.L. Shen & Y.C. Dai 2018 – tzw. drobnoporek zimowy
- Cystidiopostia inocybe (A. David & Malençon) B.K. Cui, L.L. Shen & Y.C. Dai 2018
- Cystidiopostia pileata (Parmasto) B.K. Cui, L.L. Shen & Y.C. Dai 2018
- Cystidiopostia simanii (Pilát) B.K. Cui, Shun Liu & L.L. Shen 2023
- Cystidiopostia subhibernica B.K. Cui & Shun Liu 2022

Wykaz gatunków i nazwy naukowe na podstawie Index Fungorum. Polska nazwa według W. Wojewody (podana dla nazwy Oligoporus hibernicus).